# Marxa atlètica
|  | Aquest article tracta sobre la modalitat atlètica. Vegeu-ne altres significats a «Marxa (desambiguació)». |

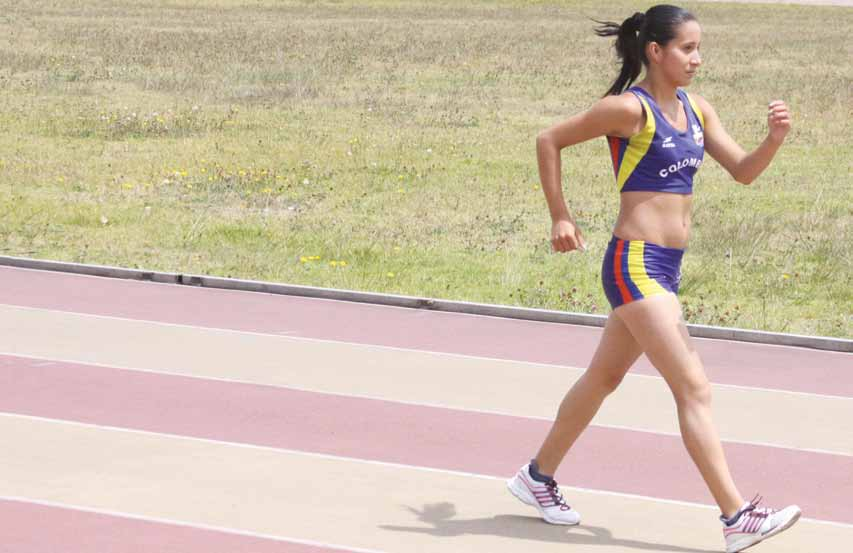
Dona fent marxa atlètica

La marxa és una modalitat atlètica en la qual s'han de realitzar passos continuats, sense perdre el contacte amb el terra. La cama que s'avança ha d'estar recta des del primer contacte amb el terra fins que arriba a una posició vertical. És present als Jocs Olímpics des del 1908 a la categoria masculina, i des del 1992 a la categoria femenina.
Les proves masculines són: 20 km (en carretera), 30 km (pista), 50 km (pista), 50 km (en carretera) i les femenines: 5 km (pista), 10 km (pista), 20 km (pista), 20 km (en carretera).
Els jutges avisen, mitjançant unes targetes, els marxadors que incompleixen alguna norma. La marxa és una prova molt exigent on la resistència, la coordinació i l'agilitat juguen un important paper.

## La marxa atlètica a Catalunya
Una de les disciplines on històricament han destacat els esportistes catalans és la marxa atlètica:
- Josep Marín
  - Campió d'Europa dels 20 km (1982)
  - Subcampió d'Europa dels 50 km (1982)
  - Subcampió del Món dels 50 km (1983)
  - Millor atleta català als anys 1979-82-83-87-88.[1]
- Jordi Llopart
  - Campió d'Europa dels 50 km (1978)
  - Medalla d'argent dels 50 km als Jocs Olímpics de 1980.
  - Millor atleta català als anys 1978 i 1980.[1]
- Daniel Plaza
  - Primer campió olímpic català
  - Medalla d'or als 20 km marxa als Jocs Olímpics de Barcelona 1992
  - Millor atleta català l'any 1992.[1]
- Valentí Massana
  - Campió del Món de 20 km (1993)
  - Tercer al Campionat d'Europa de 20 km (1994)
  - Subcampió del Món de 20 km (1995)
  - Medalla de bronze dels 50 km als Jocs Olímpics de 1996
  - Millor atleta català als anys 1993-94-95-96 i 2000.[1]
- María Reyes Sobrino
  - Campiona d'Europa Júnior als 5 km marxa a Cottbus'85.
  - Campiona d'Europa Indoor als 3 km marxa en Budapest’88.
  - Medalla de bronze als Campionats d'Europa Indoor als 3 km marxa en La Haya’89.
  - Medalla de bronze als Jocs Iberoamericans de 10 km marxa a Mèxic’88.
  - Campiona dels Jocs Iberoamericans als 10 km marxa a Manaos'90.
  - Millor atleta catalana 1990.[1]
- Mari Cruz Díaz
  - Campiona d'Europa Junior als 5 km marxa a Cottbus'85.
  - Medalla de bronza als Campionat d'Europa Indoor als 3 km marxa en Budapest’88.
  - Millor atleta catalana 1992.[1]
- Encarna Granados
  - Medalla de bronze als 10 km als Campionats del Món Stuttgart 1993.
  - Participació a 3 Jocs Olímpics (Barcelona 1992, Atlanta 1996 i Sydney 2000)
- Maria Vasco
  - Medalla de bronze dels 20 km als Jocs Olímpics de 2000
  - Medalla de bronze dels 20 km als Campionats del Món de 2007
  - Millor atleta catalana 1998-99-00-01 i 2004[1] y 2007[2]